# Shalaya Valenzuela
Pour les articles homonymes, voir Valenzuela.
Pas d'image ? Cliquez ici

a Compétitions nationales et continentales officielles uniquement.

b Matchs officiels uniquement.
Shalaya Valenzuela, née le 12 juin 1999 à Abbotsford (Canada), est une joueuse canadienne de rugby à XV et internationale canadienne de rugby à sept.
Avec l'équipe du Canada de rugby à sept, elle remporte la médaille d'argent aux Jeux olympiques d'été de 2024 à Paris. Shalaya Valenzuela est la première femme autochtone à remporter une médaille en rugby à sept pour le Canada.

## Biographie

### Jeunesse et formation
Shalaya Valenzuela naît le 12 juin 1999 à Abbotsford, en Colombie-Britannique, au Canada. Elle est membre de la Première Nation Tseshaht et passe du temps dans une famille d'accueil lorsqu'elle est enfant,.
Elle grandit en jouant au rugby à XV au poste de centre, au sein du club Abottsford RFC ; elle fréquente l'école secondaire de Yale, où elle joue pour les Yale Lions. Pendant ses études à Yale, elle reçoit le Prix du Premier ministre pour l'excellence autochtone dans le sport. Elle est diplômée de l'école en 2017.

### Carrière sportive
Shalaya Valenzuela devient membre de l'équipe des moins de 23 ans des BC Bears et de l'équipe nationale junior, avec lesquelles elle joue lors de compétitions internationales. Après Yale, elle fréquente l'Université de la Vallée de Fraser à Abbotsford, où elle concourt en U Sports pour les Cascades de l'UFV (en). Elle est ensuite transférée à l'Université de Victoria, où elle joue pour les Vikes de Victoria.
Shalaya Valenzuela passe deux ans à la Maple Leaf Academy de Rugby Canada avant d'être sélectionnée pour la première fois dans l'équipe du Canada de rugby à sept en décembre 2022, pour les World Rugby Sevens Series à Dubaï,. Elle est la seule athlète autochtone de l'équipe nationale. En 2023, elle joue pour cette équipe aux Jeux panaméricains et contribue à remporter la médaille d'argent, perdant en finale contre les États-Unis.
En 2024, elle est sélectionnée comme réserviste pour le tournoi de rugby à sept aux Jeux olympiques d'été de 2024 à Paris. Elle est promue titulaire à la suite de la blessure de Keyara Wardley, et prend part au quart de finale contre la France. Le Canada remporte finalement la médaille d'argent, perdant en finale contre la Nouvelle-Zélande ; Shalaya Valenzuela est la première femme autochtone à remporter une médaille en rugby à sept pour le pays,.

### Reprise des études
Shalaya Valenzuela met ses études entre parenthèses, privilégiant sa carrière sportive. En 2024, après les Jeux olympiques, elle s'inscrit à l'Université Simon Fraser pour obtenir un diplôme de justice criminelle.